# Michael Lucky Kelechuckwu
Michael Lucky (sinh ngày 1 tháng 1 năm 1991) là một cầu thủ bóng đá người Nigeria thi đấu ở vị trí tiền đạo cho câu lạc bộ I-league Chennai City FC.

## Sự nghiệp

### Chennai City FC
Michael Lucky được ký hợp đồng bởi câu lạc bộ I-League Chennai City FC năm 2017. Anh thi đấu trận đầu tiên cho câu lạc bộ trước Indian Arrows trong thất bại 3-0.